# Saissetia chimanimanae
Saissetia chimanimanae är en insektsart som beskrevs av Hodgson 1967. Saissetia chimanimanae ingår i släktet Saissetia och familjen skålsköldlöss.
Artens utbredningsområde är Moçambique. Inga underarter finns listade i Catalogue of Life.